# اندی تامپسون
اندی تامپسون (انگلیسی: Andy Thompson؛ زادهٔ ۹ نوامبر ۱۹۶۷) بازیکن فوتبال اهل بریتانیا است.
از باشگاه‌هایی که در آن بازی کرده‌است می‌توان به باشگاه فوتبال ولورهمپتون واندررز، باشگاه فوتبال کاردیف سیتی، باشگاه فوتبال شروزبری تاون، باشگاه فوتبال ترانمره راورز، و باشگاه فوتبال وست برومویچ آلبیون اشاره کرد.